# 山崎光太郎
山崎 光太郎（やまざき こうたろう、1978年10月19日 - ）は、静岡県出身の元プロサッカー選手。ポジションはFW。

## 来歴
静岡県立清水東高等学校では一学年下の高原直泰と前線でコンビを組んだ。激戦区の静岡から高校選手権へ出場する機会はなかったものの、全国区のスタープレイヤーであり、高原と同学年の「天才」小野伸二は「僕らの高校時代、光太郎さんは本当に神様でした」と語っている。
1994年、カタールで行われたAFC U-17選手権にU-17日本代表のキャプテン（背番号10番）として出場。準決勝オマーン戦では1-3で敗色濃厚の試合終盤8分間に2ゴールを決めて同点に追いつき、高原の延長ゴールデンゴールにつなげた。決勝のカタール戦では自らも延長ゴールデンゴールを決め、年代別代表で初のアジア制覇に貢献した。翌1995年にはU-17世界選手権・エクアドル大会にも出場している。
1997年に名古屋グランパスエイトへ入団し、同時に中京大学に進学。出場機会に恵まれず、1999年からは在学していた中京大学のサッカー部に所属。2000年度の全日本大学サッカー選手権大会にて、関東・関西以外の大学として初の大会優勝を果たし、山崎は最優秀選手に選ばれた。
卒業後の2001年に清水エスパルスへ入団。プロ生活では相次ぐ怪我に見舞われる。2003年に期限付き移籍でヴァンフォーレ甲府に移籍し、2005年に完全移籍。2005年のJ1昇格に貢献した。また2006年J1ではナビスコ杯やJ1リーグのジュビロ磐田戦で得点を取り、強さを発揮していた。2007年を最後に現役引退し、2008年に古巣清水エスパルスの強化部スカウトに就任した。

## 所属クラブ
- 清水市立高部東小学校
- 清水市立第六中学校
- 静岡県立清水東高等学校
- 1997年 - 1998年 名古屋グランパスエイト
- 1999年 - 2000年 中京大学
- 2001年 - 2004年 清水エスパルス
  - 2003年 - 2004年 ヴァンフォーレ甲府（期限付き移籍）
- 2005年 - 2007年 ヴァンフォーレ甲府

## 個人成績
| 国内大会個人成績 | 国内大会個人成績 | 国内大会個人成績 | 国内大会個人成績 | 国内大会個人成績 | 国内大会個人成績 | 国内大会個人成績 | 国内大会個人成績 | 国内大会個人成績 | 国内大会個人成績 | 国内大会個人成績 | 国内大会個人成績 |
| 年度             | クラブ           | 背番号           | リーグ           | リーグ戦         | リーグ戦         | リーグ杯         | リーグ杯         | オープン杯       | オープン杯       | 期間通算         | 期間通算         |
| 年度             | クラブ           | 背番号           | リーグ           | 出場             | 得点             | 出場             | 得点             | 出場             | 得点             | 出場             | 得点             |
| 日本             | 日本             | 日本             | 日本             | リーグ戦         | リーグ戦         | リーグ杯         | リーグ杯         | 天皇杯           | 天皇杯           | 期間通算         | 期間通算         |
| ---------------- | ---------------- | ---------------- | ---------------- | ---------------- | ---------------- | ---------------- | ---------------- | ---------------- | ---------------- | ---------------- | ---------------- |
| 1997             | 名古屋           | 26               | J                | 0                | 0                | 0                | 0                | 0                | 0                | 0                | 0                |
| 1998             | 名古屋           | 26               | J                | 0                | 0                | 0                | 0                | 0                | 0                | 0                | 0                |
| 2001             | 清水             | 26               | J1               | 9                | 0                | 1                | 0                | 1                | 0                | 11               | 0                |
| 2002             | 清水             | 18               | J1               | 0                | 0                | 2                | 0                | 0                | 0                | 2                | 0                |
| 2003             | 甲府             | 23               | J2               | 13               | 2                | -                | -                | 2                | 1                | 15               | 3                |
| 2004             | 甲府             | 23               | J2               | 18               | 5                | -                | -                | 1                | 0                | 19               | 5                |
| 2005             | 甲府             | 23               | J2               | 10               | 1                | -                | -                | 0                | 0                | 10               | 1                |
| 2006             | 甲府             | 23               | J1               | 18               | 2                | 4                | 3                | 1                | 0                | 23               | 5                |
| 2007             | 甲府             | 23               | J1               | 14               | 0                | 2                | 0                | 0                | 0                | 16               | 0                |
| 通算             | 日本             | 日本             | J1               | 41               | 2                | 9                | 3                | 2                | 0                | 36               | 5                |
| 通算             | 日本             | 日本             | J2               | 41               | 8                | -                | -                | 3                | 1                | 44               | 9                |
| 総通算           | 総通算           | 総通算           | 総通算           | 82               | 10               | 9                | 3                | 5                | 1                | 80               | 14               |

## 代表歴
- 1995年 U-17世界選手権